# 麥克納利峰
86°35′S 153°24′W / 86.583°S 153.400°W
麥克納利峰（英語：McNally Peak），是南極洲的山峰，位於阿蒙森海岸，處於法爾利山以西6公里的霍爾茲沃思冰川東南面，海拔高度2,570米，現時由南極條約體系管理。